# Aktionstage im Rheinland 2017
Vom 24. bis 29. August 2017 fanden im Rahmen der sogenannten Aktionstage im Rheinland Proteste gegen den Abbau von Braunkohle im Rheinischen Braunkohlerevier statt. Zu den Aktionstagen gehörten mehrere Camps mit  Workshop- und Bildungsprogrammen. Verschiedene Akteure mit unterschiedlichen Handlungsschwerpunkten setzten sich an  Orten in der Region  um die Tagebaue Garzweiler, Hambach und Inden und den an die Tagebaue angebundenen Kraftwerken für ein Ende der Kohleverstromung und eine globale Energiewende ein. Die Akteure betonten das solidarische Nebeneinander verschiedener Aktionsformen. Vorbild für das Konzept sind die Proteste im Wendland gegen die Castortransporte. Zusammengefasst wird das Konzept der Aktionstage mit den verschiedenen Akteuren in einem  Aktionsreader  des Deutschen Fördervereins globaler grüner Bewegungen e.V. Etwa 5000 Menschen nahmen an den Aktionen und Camps teil.

## Aktionen
- Eine „Rote-Linie-Aktion“ getragen von einem   Bündnis  aus Bürgerinitiativen, Umweltorganisationen und engagierten.
- Die Gruppe Animal Climate Action, die eine Fahrradtour organisierte

- Aktionen zivilen Ungehorsams:
  - Die Massenaktionen zivilen Ungehorsams des Bündnisses „Ende Gelände“
  - Die niedrigschwellige Sitzblockade der Kampagne „Kohle erSetzen!“, initiiert vom Jugendnetzwerk für politische Aktionen (JunepA)
- Die Kampagne „Zucker im Tank“, welche effektive Kleingruppenaktionen unterstützt

## Camps
- „Klimacamp im Rheinland“ mit der „Degrowth Sommerschule“
- „Connecting Movements Camp“
- „Camp for future“

## Polizeieinsatz
Die Polizei hatte im Vorfeld 4000 Teilnehmende und in der Erwartung von Blockadeaktionen einen entsprechenden Großeinsatz vorbereitet. Etwa 1000 Beamte waren im Einsatz um Straftaten und Ordnungswidrigkeiten zu verhindern und zu ahnden.